# 日本鬼子 (映画)
『日本鬼子』（リーベン・グイズ）は2001年の日本映画。中国帰還者連絡会を主体とした中国帰還兵のインタビューを集めたドキュメンタリー映画である。自分たちの「戦争時に加害体験」を語りながら、同時に、中国共産党の戦犯管理所での「思想改造」についても触れている。
劇場公開から長年、海外用のVHSのみ発売されていただけだったが、2014年11月に幻の映画復刻レーベルDIG から DVD が発売された。
なお、題名の｢日本鬼子｣は中国における日本の差別用語・蔑称として知られる。
- 副題：日中15年戦争・元皇軍兵士の告白
- 英語題：JAPANESE DEVILS
- 英語副題：Confessions of Imperial Army Soldiers from Japan's War Against China

## 出演者
- 土屋芳雄
- 永富博道
- 船生退助
- 絵鳩毅
- 湯浅謙
- 篠塚良雄
- 榎本正代
- 金子安次
- 鈴木良雄
- 小山一郎
- 鹿田正夫
- 富永正三
- 久保田哲二
- 小林武司

## 受賞
- 2001年：トロイア国際映画祭シルバー・ドルフィン賞受賞
- 2001年：ミュンヘン国際ドキュメンタリー映画祭特別賞受賞
- 2001年：ベルリン国際映画祭正式出品
- 2001年：トロント国際映画祭正式出品